# Gorenje Zabukovje
Gorenje Zabukovje – wieś w Słowenii, w gminie Mokronog-Trebelno. W 2018 roku liczyła 57 mieszkańców.